# Polycrase
Polycrase hay polycrase-(Y) là một loại khoáng vật oxide màu đen hoặc nâu của urani ytri, có công thức hóa học: (Y,Ca,Ce,U,Th)(Ti,Nb,Ta)2O6. Nó có dạng vô định hình, độ cứng 5 đến 6, và tỉ trọng 5. Khoáng vật này có tính phóng xạ do chứa urani với hàm lượng khoảng 6%. Nó có mặt trong pegmatit granit.
Polycrase tạo thành một chuỗi liên tục với các oxide euxenit giàu đất hiếm.
Nó được mô tả đầu tiên năm 1870 ở Rasvag, Đảo Hittero, gần Flekkefjord, Na Uy. Nó được tìm thấy ở Thụy Điển, Na Uy, và Hoa Kỳ.